# Манєвська Анастасія Олександрівна
Анастасія Олександрівна Манєвська (нар. 9 вересня 1998) — українська важкоатлетка, Заслужений майстер спорту України ,  срібна призерка чемпіонату Європи.

## Результати
| Рік                           | Місце                      | Вага            | Ривок           | Ривок           | Ривок           | Ривок           | Поштовх         | Поштовх         | Поштовх         | Поштовх         | Загалом         | Місце           |
| Рік                           | Місце                      | Вага            | 1               | 2               | 3               | Місце           | 1               | 2               | 3               | Місце           | Загалом         | Місце           |
| Чемпіонат світу               | Чемпіонат світу            | Чемпіонат світу | Чемпіонат світу | Чемпіонат світу | Чемпіонат світу | Чемпіонат світу | Чемпіонат світу | Чемпіонат світу | Чемпіонат світу | Чемпіонат світу | Чемпіонат світу | Чемпіонат світу |
| ----------------------------- | -------------------------- | --------------- | --------------- | --------------- | --------------- | --------------- | --------------- | --------------- | --------------- | --------------- | --------------- | --------------- |
| 2024                          | Манама, Бахрейн            | до 87 кг        | 101             | 104             | 106             | 14              | 124             | 127             | 129             | 11              | 231             | 12              |
| 2023                          | Ер-Ріяд, Саудівська Аравія | до 87 кг        | 106             | 108             | 108             | 3               | —               | —               | —               | —               | —               | —               |
| 2022                          | Богота, Колумбія           | до 87 кг        | 104             | 104             | 104             | 8               | 126             | 129             | 129             | 9               | 233             | 6               |
| Чемпіонат Європи              |                            |                 |                 |                 |                 |                 |                 |                 |                 |                 |                 |                 |
| 2024                          | Софія, Болгарія            | до 87 кг        | 102             | 105             | 106             | 6               | 125             | 130             | 135             | 2               | 238             | 2               |
| 2023                          | Єреван, Вірменія           | до 87 кг        | 103             | 105             | 108             | 2               | 126             | 128             | —               | 2               | 230             | 2               |
| 2022                          | Тирана, Албанія            | до 87 кг        | 104             | 107             | 107             | 2               | 126             | 126             | 130             | 2               | 237             | 2               |
| Чемпіонат Європи серед молоді |                            |                 |                 |                 |                 |                 |                 |                 |                 |                 |                 |                 |
| 2021                          | Рованіємі, Фінляндія       | до 81 кг        | 96              | 96              | 98              | 1               | 117             | 120             | 127             | 1               | 225             | 1               |
| 2019                          | Бухарест, Румунія          | до 81 кг        | 80              | 83              | 85              | 3               | 100             | 104             | 106             | 3               | 189             | 2               |